# Симанго, Уриа
Уриа Тимотео Симанго (порт. Uria Timóteo Simango, 15 марта 1926, Софала — предположительно 1979, дата и место смерти неизвестны) — мозамбикский протестантский проповедник и политик, активный участник антиколониальной борьбы. Один из основателей ФРЕЛИМО, вице-председатель при Эдуарду Мондлане. Выступал за демократический строй в независимом Мозамбике, против однопартийного правления. Казнён без суда по решению руководства ФРЕЛИМО. В ходе реформ в Мозамбике политически реабилитирован.

## Проповедник независимости
Родился в семье мозамбикских африканцев-протестантов. В молодости был пресвитерианским проповедником. Выступал за независимость Мозамбика, являлся сторонником социалистических идей. Состоял в организации NNMS (Негрофильское ядро Маники и Софалы), выступавшей с позиций американского социалиста-панафриканиста Уильяма Дюбуа. В 1953 организация была обвинена в причастности к антиколониальному восстанию и запрещена. Её члены, включая Уриа Симанго, подверглись преследованиям со стороны португальских колониальных властей.
В 1962 году Уриа Симанго выступил одним из основателей движения ФРЕЛИМО. Входил в ближайшее окружение Эдуарду Мондлане, занимал пост вице-председателя ФРЕЛИМО.

## Диссидент ФРЕЛИМО
После убийства Мондлане в 1969 году во ФРЕЛИМО развернулась внутренняя борьба. Партийное руководство перешло к «триумвирату» в составе Саморы Машела, Марселину душ Сантуша и Уриа Симанго. Введение «коллективного руководства» объяснялось опасениями внутрипартийных конкурентов перед усилением Симанго. Положение осложнялось тем, что Машел и душ Сантуш были марксистами и просоветскими коммунистами, тогда как Симанго — мозамбикским национал-демократом.
Уже в конце 1969 года Симанго был выведен из руководства и вскоре исключён из ФРЕЛИМО. Он отбыл в Египет, где примкнул к партии Революционный комитет Мозамбика (КОРЕМО). Эта партия, созданная в 1965 националистом Паулу Гумане, выступала за национальную независимость Мозамбика без марксистско-коммунистического уклона.

## Оппозиционер за демократию
Португальская Революция гвоздик 1974 года позволила Уриа Симанго вернуться в Мозамбик. Он основал Партию национальной коалиции (PCN), которая предложила свою модель политической системы независимого Мозамбика. Практически все видные деятели партии, подобно Симанго, являлись антикоммунистически настроенными диссидентами ФРЕЛИМО.
Уриа Симанго настаивал на многопартийной демократии, резко критиковал планы руководства ФРЕЛИМО установить однопартийное правление. Он выступал также за диалог и сотрудничество с португальскими поселенцами (тогда как Машел и душ Сантуш явно настроились на их изгнание из Мозамбика). Под влиянием выступлений Симанго 7 сентября 1974 в Лоренсу-Маркише произошли беспорядки, устроенные белыми жителями столицы, была захвачена радиостанция. Ответственность за эти события руководство ФРЕЛИМО возложило на Симанго и его партию.
Под угрозой ареста Уриа Симанго и несколько его соратников бежали в Малави. Оттуда они перебрались на базу ФРЕЛИМО Начингвеа в южной Танзании. Симанго рассчитывал консолидировать часть активистов ФРЕЛИМО и возобновить политическую борьбу в Мозамбике. Однако позиции Машела и душ Стантуша во ФРЕЛИМО были уже непререкаемы.
В мае 1975 года Уриа Симанго был арестован партийной спецслужбой ФРЕЛИМО. Он подвергся ритуалу принудительного «раскаяния», зачитал 20-страничный текст самокритики, извинений и просьб о «перевоспитании».

## Бессудная казнь
25 июня 1975 года была провозглашена независимость Мозамбика под властью марксистско-ленинского ФРЕЛИМО. Президентом НРМ стал Самора Машел, вице-президентом — Марселину душ Сантуш. Установился однопартийный режим по типу «реального социализма».
Уриа Симанго был доставлен на территорию Мозамбика и содержался в неизвестном месте заключения. По некоторым данным, Самора Машел планировал провести пропагандистскую акцию — «покаянное турне» Симанго по стране. Однако в итоге было принято решение о бессудной казни.
Дата убийства Симанго и группы его соратников (в том числе Паулу Гумане) неизвестна. Обычно называется 1979 год. Приказ о казни издан задним числом 29 июля 1980 и подписан министром безопасности НРМ, директором спецслужбы SNASP генералом Жасинту Велозу.

## Память в современности
В ходе политических реформ, начавшихся в 1989, в Мозамбике установилась многопартийная система. Уриа Симанго был в значительной степени политически реабилитирован. Его идеи рассматриваются как альтернативный путь развития, который, возможно, позволил бы избежать гражданской войны. Ставится вопрос о признании Уриа Симанго национальным героем Мозамбика.
Президент Мозамбика Жоаким Чиссано высказался в том духе, что казнь Симанго была ошибкой. При этом он утверждал, что Симанго воспринимался как организатор бунта против ФРЕЛИМО.
Более жёстко высказывается Марселину душ Сантуш, который отказался приносить извинения за убийство Уриа Симанго и его соратников. Душ Сантуш считает их изменниками, которые вели дело к созданию в Мозамбике государства типа Зимбабве-Родезии. При этом следует учитывать, что ортодоксальный коммунист душ Сантуш вообще не принял мозамбикских реформ, резко критиковал политику Жоакима Чиссано и Арманду Гебузы. Негативно настроены к Симанго консервативные ветераны органов безопасности ФРЕЛИМО.
Уриа Симанго не имел отношения к вооружённой антикоммунистической оппозиции, однако некоторые авторы считают его объективным предшественником РЕНАМО и ставят в один ряд с Андре Матсангаиссой и Афонсу Длакамой.
В 2004 году в Мозамбике издана политическая биография Уриа Симанго — Uria Simango. Um homem, uma causa.

## Семья
Уриа Симанго был женат на единомышленнице и соратнице Селине Симанго. После побега мужа в Малави Селина Симанго была арестована, несколько лет находилась в заключении, в 1981 году казнена без суда.
В браке супруги Симанго имели трёх сыновей. Младший сын Дэвиз Симанго — известный мозамбикский политик, мэр крупного города Бейра. В 2009 Дэвиз Симанго создал правоцентристскую христианско-демократическую партию Демократическое движение Мозамбика. Баллотировался в президенты Мозамбика на выборах 2009, собрал 8,59 % голосов.